# La Renaudie
Pour les articles homonymes, voir La Renaudie (homonymie).
La Renaudie est une commune française, située dans le département du Puy-de-Dôme en région Auvergne-Rhône-Alpes.

## Géographie

### Localisation
La Renaudie est une commune du Forez. Elle est traversée par le ruisseau de la Faye et le ruisseau de Montolas. La commune présente un fort taux de boisement (plus de la moitié de la commune est boisée).
| Augerolles | Vollore-Montagne |                    |
|            | La Renaudie      | La Chambonie Loire |
| Olmet      |                  | Le Brugeron        |

### Lieux-dits, hameaux et écarts
La commune comprend de nombreux lieux-dits : Boulogne, la Borie, la Chomette, la Gilbertie, la Pendeyre, la Suchère, le Moulin du Bègue, les Escurades, Chanteloube, la Chossonie, la Guérilie, la Pomerette, la Sugère, le Champs des Bancs, le Sapet, les Gouttes, Rochefolle, l'Inginias, la Chaugne, la Coudaire, la Patte d'Oie, la Rossie, la Tuile, le Clef, le Verdier, les Thérias, Sainte-Agathe, la Bessière, Chaunias, la Farge, la Servilie, la Vialle, le Cros, les Champs-Elysées, Morange et Servet.

### Climat
Pour des articles plus généraux, voir Climat d'Auvergne-Rhône-Alpes et Climat du Puy-de-Dôme.
En 2010, le climat de la commune est de type climat de montagne, selon une étude du Centre national de la recherche scientifique s'appuyant sur une série de données couvrant la période 1971-2000. En 2020, Météo-France publie une typologie des climats de la France métropolitaine dans laquelle la commune est exposée à un climat de montagne ou de marges de montagne et est dans la région climatique  Nord-est du Massif Central, caractérisée par une pluviométrie annuelle de 800 à 1 200 mm, bien répartie dans l’année. 
Pour la période 1971-2000, la température annuelle moyenne est de 8,6 °C, avec une amplitude thermique annuelle de 15,4 °C. Le cumul annuel moyen de précipitations est de 1 166 mm, avec 12,4 jours de précipitations en janvier et 8,3 jours en juillet. Pour la période 1991-2020, la température moyenne annuelle observée sur la station météorologique de Météo-France la plus proche, « Col de la Loge_sapc », sur la commune de La Chamba à 4 km à vol d'oiseau, est de 7,2 °C et le cumul annuel moyen de précipitations est de 1 273,4 mm,. Pour l'avenir, les paramètres climatiques de la commune estimés pour 2050 selon différents scénarios d'émission de gaz à effet de serre sont consultables sur un site dédié publié par Météo-France en novembre 2022.

## Urbanisme

### Typologie
Au 1er janvier 2024, La Renaudie est catégorisée commune rurale à habitat très dispersé, selon la nouvelle grille communale de densité à sept niveaux définie par l'Insee en 2022.
Elle est située hors unité urbaine et hors attraction des villes,.

### Occupation des sols
L'occupation des sols de la commune, telle qu'elle ressort de la base de données européenne d’occupation biophysique des sols Corine Land Cover (CLC), est marquée par l'importance des forêts et milieux semi-naturels (78,4 % en 2018), une proportion sensiblement équivalente à celle de 1990 (78,5 %). La répartition détaillée en 2018 est la suivante : forêts (72,7 %), prairies (21,1 %), milieux à végétation arbustive et/ou herbacée (5,7 %), zones agricoles hétérogènes (0,5 %). L'évolution de l’occupation des sols de la commune et de ses infrastructures peut être observée sur les différentes représentations cartographiques du territoire : la carte de Cassini (XVIIIe siècle), la carte d'état-major (1820-1866) et les cartes ou photos aériennes de l'IGN pour la période actuelle (1950 à aujourd'hui).

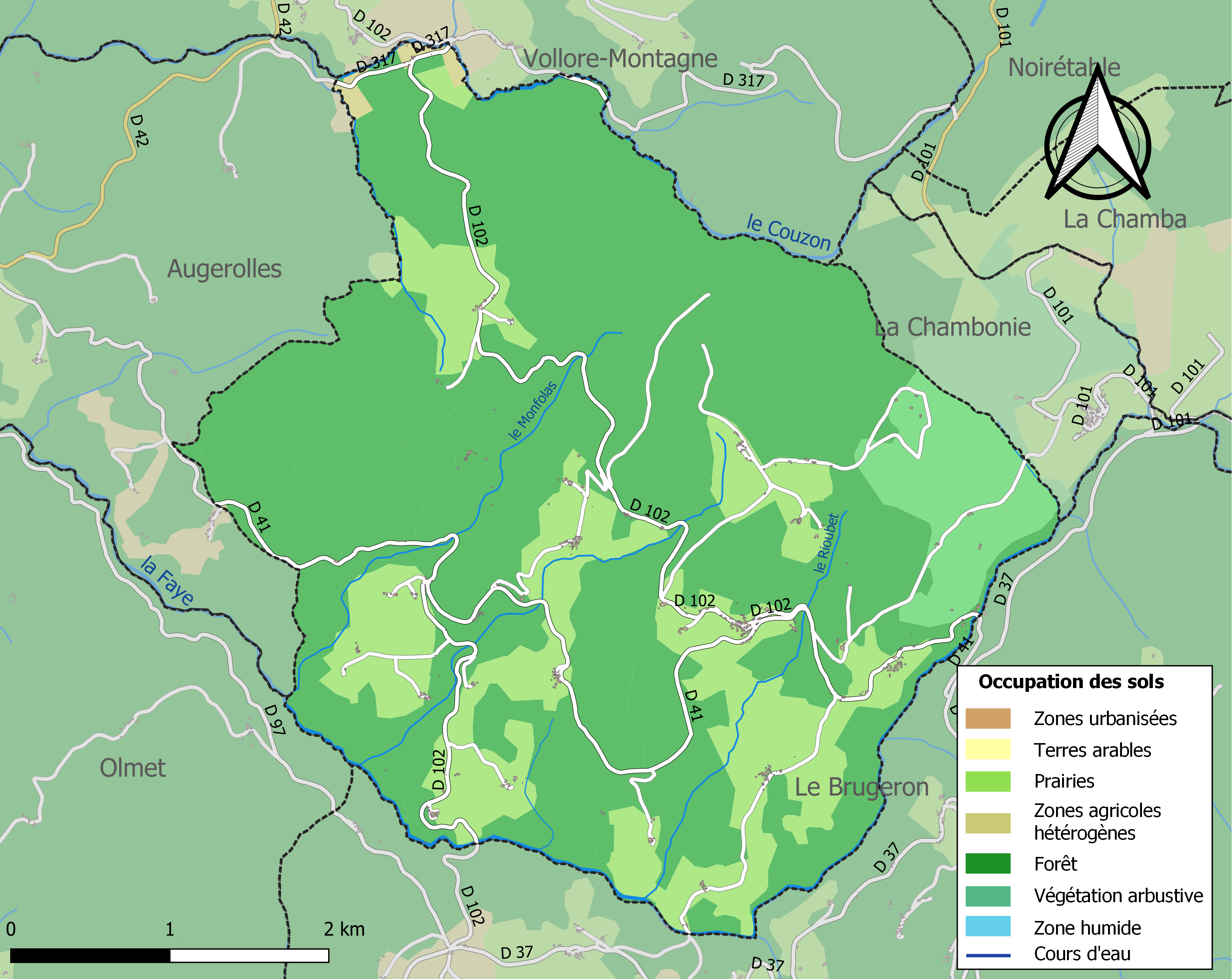
Carte des infrastructures et de l'occupation des sols de la commune en 2018 (CLC).

### Voies de communication et transports
La commune est desservie par la route départementale (RD) 41 (vers Courpière et Olliergues) et par la RD 102 (vers Vollore-Montagne).

## Toponymie
En auvergnat son nom est La Renaudià (écriture auvergnate unifiée) et La Renaudia, voire La Renàdia en graphie classique.

## Histoire
La commune de la Renaudie est devenue commune en 1833. La Renaudie était avant un quartier de la commune d'Augerolles.

## Politique et administration

### Découpage territorial
La commune de La Renaudie est membre de la communauté de communes Thiers Dore et Montagne, un établissement public de coopération intercommunale (EPCI) à fiscalité propre créé le 1er janvier 2017 dont le siège est à Thiers. Ce dernier est par ailleurs membre d'autres groupements intercommunaux. Jusqu'en 2016, elle faisait partie de la communauté de communes du pays de Courpière.
Sur le plan administratif, elle est rattachée à l'arrondissement de Thiers, à la circonscription administrative de l'État du Puy-de-Dôme et à la région Auvergne-Rhône-Alpes. Jusqu'en mars 2015, elle faisait partie du canton de Courpière.
Sur le plan électoral, elle dépend du canton des Monts du Livradois pour l'élection des conseillers départementaux, depuis le redécoupage cantonal de 2014 entré en vigueur en 2015, et de la cinquième circonscription du Puy-de-Dôme pour les élections législatives, depuis le dernier découpage électoral de 2010.

### Élections municipales et communautaires

#### Élections de 2020
Le conseil municipal de La Renaudie, commune de moins de 1 000 habitants, est élu au scrutin majoritaire plurinominal à deux tours avec candidatures isolées ou groupées et possibilité de panachage. Compte tenu de la population communale, le nombre de sièges à pourvoir lors des élections municipales de 2020 est de 11. Sur les treize candidats en lice, onze ont été élus dès le premier tour, le 15 mars 2020, avec un taux de participation de 68,46 %.

#### Chronologie des maires
| Période                                  | Période                   | Identité                       | Étiquette | Qualité           |
| ---------------------------------------- | ------------------------- | ------------------------------ | --------- | ----------------- |
| Les données manquantes sont à compléter. |                           |                                |           |                   |
| mars 2001                                | mars 2008                 | Guy Roch                       |           |                   |
| mars 2008                                | 2014                      | Francis Giral                  |           |                   |
| mars 2014 (réélue en mai 2020)           | En cours (au 4 juin 2020) | Ghislaine Dubien [La Guerilie] | DVG       | Agent d'entretien |

## Population et société

### Démographie
L'évolution du nombre d'habitants est connue à travers les recensements de la population effectués dans la commune depuis 1836. Pour les communes de moins de 10 000 habitants, une enquête de recensement portant sur toute la population est réalisée tous les cinq ans, les populations de référence des années intermédiaires étant quant à elles estimées par interpolation ou extrapolation. Pour la commune, le premier recensement exhaustif entrant dans le cadre du nouveau dispositif a été réalisé en 2008.

En 2022, la commune comptait 131 habitants, en évolution de +9,17 % par rapport à 2016 (Puy-de-Dôme : +2,1 %, France hors Mayotte : +2,11 %).
| 1836 | 1841 | 1846 | 1851 | 1856 | 1861 | 1866 | 1872 | 1876 |
| ---- | ---- | ---- | ---- | ---- | ---- | ---- | ---- | ---- |
| 852  | 876  | 914  | 877  | 790  | 823  | 876  | 903  | 902  |

| 1881 | 1886 | 1891 | 1896 | 1901 | 1906 | 1911 | 1921 | 1926 |
| ---- | ---- | ---- | ---- | ---- | ---- | ---- | ---- | ---- |
| 907  | 863  | 864  | 827  | 798  | 800  | 741  | 698  | 633  |

| 1931 | 1936 | 1946 | 1954 | 1962 | 1968 | 1975 | 1982 | 1990 |
| ---- | ---- | ---- | ---- | ---- | ---- | ---- | ---- | ---- |
| 587  | 529  | 511  | 451  | 384  | 361  | 291  | 244  | 199  |

| 1999 | 2006 | 2008 | 2013 | 2018 | 2022 | - | - | - |
| ---- | ---- | ---- | ---- | ---- | ---- | - | - | - |
| 161  | 125  | 115  | 120  | 126  | 131  | - | - | - |

## Culture locale et patrimoine

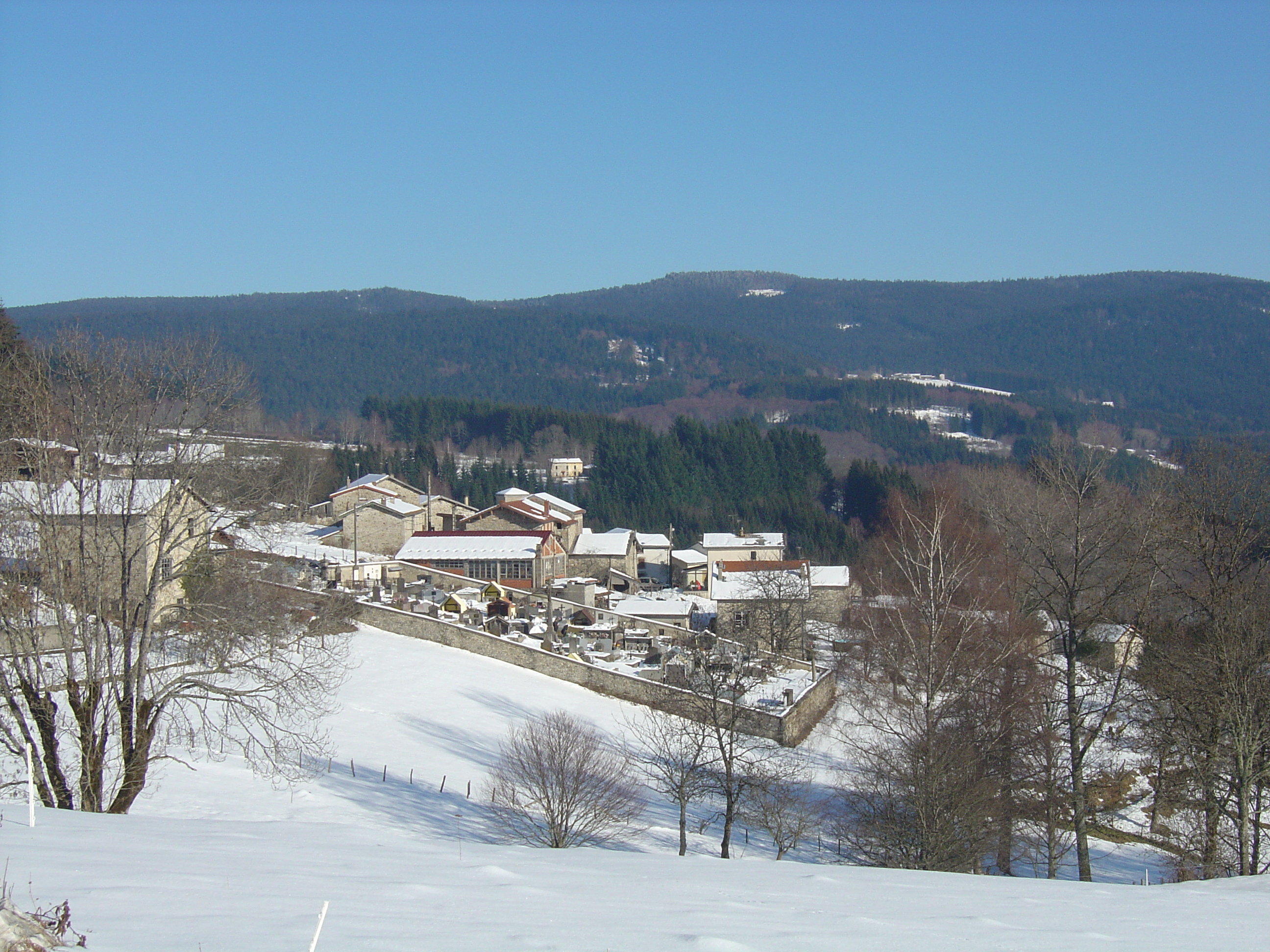
La Renaudie en hiver.

### Lieux et monuments
La commune dispose d'un sentier botanique au départ du bourg et fléché long de 2 km avec un dénivelé moyen. Ce sentier botanique permet de découvrir la flore locale et d'admirer les paysages en direction du Sancy, du Cantal grâce à une table d'orientation.
Sur la commune on peut aussi voir de nombreux édifices en pierre, des mégalithes au-dessus du village de la Chomette et au-dessus du village de la Sugère, au bord de la RD 102.

### Patrimoine naturel
- La commune de la Renaudie est adhérente du parc naturel régional Livradois-Forez.